# Robert Browne (théologien)
Pour les articles homonymes, voir Browne et Robert Browne.
Robert Browne, né vers 1550 à cinq kilomètres environ au nord de Stamford (Rutlandshire) en Angleterre et mort à Northampton en octobre 1633, est un théologien anglais qui a théorisé le congrégationalisme, créé une église séparatiste puis s'est réconcilié avec l’Église d'Angleterre.

## Biographie
Robert Browne est né à Tolethorpe Hall (en), dans l'actuelle paroisse civile de Little Casterton, quelques kilomètres au nord de Stamford. Il était issu d'une bonne famille qui comprenait entre autres parents, le grand chancelier Lord Burghley. Vers 1568, il entra au Corpus Christi College, dépendant de l'Université de Cambridge. Il y fut notamment influencé par le théologien puritain (donc calviniste) Thomas Cartwright, très critique de la structure épiscopalienne de l’Église anglicane et de sa soumission au chef de l’État. Bachelier-ès-lettres en 1572, il enseigna pendant trois ans et se fit des ennemis en faisant remarquer l'état déchu de l'Église anglicane.
Prêchant sans permission, Browne conçut qu'une vraie église consistait en croyants consacrés. Les pouvoirs d'administration de cette église étaient ceux d'une démocratie indépendante de la dictature de personnes, églises ou groupe d'églises ou de conducteurs du dehors. Naturellement, une telle théorie de gouvernement d'église signifiait la séparation d'avec l'église officielle. Avec d'autres, il forma une telle église à Norwich en 1580.
Persécutés, Browne, qui avait été incarcéré dans 32 prisons, et ses disciples (appelés Brownists) ont cherché refuge à Middelbourg, aux Pays-Bas en 1581. Là, Browne publia en 1582 plusieurs traités, dont Réformation sans concessions, qui sont généralement considérés comme la première expression des principes du Congrégationalisme.
De retour en Angleterre en 1584, Browne a été emprisonné et plus tard excommunié. Mais, à partir de 1586, il se réconcilia suffisamment avec l'Église d'Angleterre pour intégrer l'école de grammaire de Stamford. En 1591, il se soumit à la hiérarchie épiscopale et devint recteur d'Adchurch (Northamptonshire).
Ses ouvrages ont dû être très répandus en Angleterre car, à la pendaison de ses deux associés, Coppin et Thacker, on brûla tous ceux qu'on put réunir. Les autorités marquèrent par là leur croyance qu'un nombre considérable de gens avait subi leur influence. Pendant près d'un siècle, chaque réveil de ce mouvement fut suivi de persécutions.

## Source
- Études de l'Épiphanie dans les Écritures, vol. 8, page 329 et suivantes